# Franco da Rocha
23°19′43″N 46°43′28″T / 23,32861°N 46,72444°T
Franco da Rocha là một thành phố ở bang São Paulo của Brasil. Thành phố này có dan số năm 2006 là 124.816 người, mật độ dân số là 931,9 người/km² và diện tích là 134 km². Thành phố này nằm ở độ cao 740 m, có khí hậu bán nhiệt đới. Chỉ số phát triển con người năm 2007 là 0,778. Thành phố này cách thủ phủ bang São Paulo 26 km. Đây là một đô thị thành phần của vùng đô thị São Paulo.

## Các đô thị giáp ranh
|              | Bắc: Várzea Paulista, Campo Limpo Paulista, Francisco Morato |                 |
| Tây: Cajamar | Franco da Rocha                                              | Đông: Mairiporã |
|              | Nam: Caieiras                                                |                 |